# 2010 par pays au Proche-Orient
Les évènements par pays de l'année 2010 au Proche-Orient et dans le monde arabe.

Chronologie par pays au Proche-Orient
- 2006
- 2007
- 2008
- 2009
- 2010
- 2011
- 2012
- 2013
- 2014

## Émirats arabes unis
Les Émirats arabes unis (EAU) sont un État fédéral regroupant sept émirats mitoyens, Abou Dabi, Ajman, Charjah, Doubaï, Foudjaïrah, Ras el-Khaïmah et Oumm al-Qaïwaïn.

## Israël
- Lundi 31 mai 2010 : Des commandos israéliens donnent l'assaut contre une flottille internationale tentant de forcer le blocus de la bande de Gaza et d'acheminer directement de l'aide humanitaire. Une dizaine de personnes sont tuées durant les arraisonnements.

## Libye
- 13 juin 2010 : libération du deuxième otage suisse retenu prisonnier par les autorités libyennes lors de la crise diplomatique de 2008-2010 entre la Suisse et la Libye, déclenchée deux ans plus tôt par l'arrestation en Suisse d'Hannibal Kadhafi, fils du président Mouammar Kadhafi.

## Palestine
- Lundi 31 mai 2010 : Des commandos israéliens donnent l'assaut contre une flottille internationale tentant de forcer le blocus de la bande de Gaza et d'acheminer directement de l'aide humanitaire. Une dizaine de personnes sont tuées durant les arraisonnements.